# Timbúes
Timbúes is een plaats in het Argentijnse bestuurlijke gebied San Lorenzo in de provincie Santa Fe. De plaats telt 3.325 inwoners.